# Шолдану (комуна)
Шолдану (рум. Șoldanu) — комуна у повіті Келераш в Румунії. До складу комуни входять такі села (дані про населення за 2002 рік):
- Негоєшть (1085 осіб)
- Шолдану (2448 осіб) — адміністративний центр комуни

Комуна розташована на відстані 41 км на південний схід від Бухареста, 64 км на захід від Келераші.

## Населення
За даними перепису населення 2002 року у комуні проживали 3533 особи.
Національний склад населення комуни:
| Національність   | Кількість осіб | Відсоток |
| ---------------- | -------------- | -------- |
| румуни           | 3068           | 86,8%    |
| цигани           | 462            | 13,1%    |
| угорці           | 1              | < 0,1%   |
| німці            | 1              | < 0,1%   |
| росіяни-липовани | 1              | < 0,1%   |

Рідною мовою назвали:
| Мова      | Кількість осіб | Відсоток |
| --------- | -------------- | -------- |
| румунська | 3449           | 97,6%    |
| циганська | 83             | 2,3%     |
| угорська  | 1              | < 0,1%   |

Склад населення комуни за віросповіданням:
| Релігія     | Кількість осіб | Відсоток |
| ----------- | -------------- | -------- |
| православні | 3507           | 99,3%    |
| бретрени    | 14             | 0,4%     |
| атеїсти     | 4              | 0,1%     |
| лютерани    | 2              | 0,1%     |